# Adelit
Adelit là một khoáng vật hiếm gồm calci, magiê, arsenat với công thức hóa học CaMgAsO4OH. Nó tạo thành một loạt dung dịch rắn với khoáng vật gottlobit chứa vanadi. Các kim loại chuyển tiếp thay thế magnesi và chì thay thế calci tạo thành các biến thể tương tự gọi là nhóm adelit - duftit.
Adelit tạo thành các tinh thể có nhiều màu khác nhau như (lam, lục, vàng và xám theo hệ tinh thể trực thoi. Dạng đặc trưng là tập hợp khối. Nó có độ cứng 5 và mật độ 3,73 đến 3,79. Nó được tìm thấy trong các thân quặng Mangan-sắt bị biến chất.
Khoáng vật này được miêu tả đầu tiên năm 1891 ở Värmland, Thụy Điển. Tên gọi có nguồn gốc từ tiếng Hy Lạp có nghĩa là lờ mờ.